# Кесслер Карл Федорович
Карл Федорович Кесслер (19 листопада 1815 р., м. Дамрау Кенігсбергської округи — 3 березня 1881 р., м. Санкт-Петербург) — зоолог, професор Київського, а згодом Санкт-Петербурзького університетів, член-кореспондент Петербурзької академії наук (1874), засновник Петербурзького товариства природодослідників.

## Біографія
Карл Кесслер народився у сім'ї королівського оберфортсмейстера в Дамрау (Королівство Пруссія). У 1822 р. сім'я переїхала до Росії, де батько отримав посаду головного лісничого у Новгородській губернії. У 1828 р. Карла привезли до Санкт-Петербургу, де він навчався у гімназії, яку закінчив у 1834 р. Протягом 1834—1838 рр. навчався на природничому відділенні фізико-математичного факультету Петербурзького університету. Після його завершення 4 роки працював викладачем математик й фізики у Петербурзькій гімназії. 15 грудня 1840 р. Кесслер захистив у Петербурзькому університеті магістерську дисертацію. 4 серпня 1842 р. ним була захищена докторська дисертація.
У 1842 р. його запрошують на правах ад'юнкта на кафедру зоології Київського університету. У 1844 р. він був обраний екстраординарним, а в 1845 р. — ординарним професором університету. Протягом 1842—1863 рр. його життя було пов'язане з Київським університетом. 17 травня 1863 р. К. Кесслера було обрано почесним членом університету.
У 1861 р. його запрошують до Санкт-Петербурзького університету, де він працює до кінця своїх днів, очолюючи кафедру зоології.

## Наукова та громадська діяльність
Перші наукові дослідження К. Кесслера стосувалися морфології птахів. Магістерська дисертація (1840) на тему «Про ноги птахів по відношенню до систематичного поділу цього класу». Докторська дисертація (1842) на тему «Про скелет дятлів по відношенню до місця, яке займає цей рід у класі птахів».
Протягом роботи у Київському університеті К. Кесслер розгорнув роботу за трьома основними напрямками: вивчення місцевої фауни, створення у Києві зоологічного музею та налагоджування викладання в університеті зоологічних дисциплін. Фактично, Кесслер став засновником Зоологічного музею університету. Серед його численних експедицій територією України найрезультативнішими були подорожі по Київській, Волинській, Херсонській, Полтавській губерніях та Бессарабії.
У цей період його дослідження стосувалися складання фауністичних списків, вивчення біології тварин, дослідження міграції птахів. У 1853 р. він висловлює теорію про міграцію птахів «широким фронтом», а не «пролітними шляхами».
В 1843 році описав у звіті про подорож природу між Златополем та Смілою.
У 1847 р. був випущений великий визначник птахів. Підсумком багаторічних досліджень, здійснених у Києві Кесслером, була серія з 6 томів капітальних монографій щодо фауни хребетних Київської та суміжних з нею губерній. Тому Кесслера справедливо вважають засновником фауністики на теренах Російської імперії.
Поступово Кеслер почав все більше уваги приділяти іхтіології. Він проводить дослідження риб Дніпра, Дністра, Південного Бугу, північної частини Чорного моря. Багато сил та уваги Кесслер приділив створенню Севастопольської біологічної станції.

### Описані таксони
К. Ф. Кесслер описав низку нових для науки видів тварин, переважно риб, авторство яких позначається як Kessler.
Деякі з них:
Риби
- Babka gymnotrachelus (Kessler, 1857)
- Benthophilus spinosus Kessler, 1877
- Caspiosoma caspium (Kessler, 1877)
- Chondrostoma cyri Kessler, 1877
- Luciobarbus brachycephalus Kessler, 1872
- Paracobitis longicauda Kessler, 1872
- Perca schrenkii Kessler 1874

Амфібії
- Ranodon sibiricus Kessler, 1866

Рептилії
- Darevskia portschinskii (Kessler, 1878)
- Eremias strauchi Kessler, 1878

## Пам'ять
У 1902 р. (за іншими даними — у 1908 або 1909 рр.) р. за ініціативи В. М. Артоболевського було створене Київське орнітологічне товариство ім. К. Ф. Кесслера.
На честь Кесслера названо риби пуголовка Кесслера (Benthophilus kessleri), пузанок каспійський прохідний (Alosa kessleri), арноглось Кесслера (Arnoglossus kessleri).

## Основні публікації
- Кесслер К. Руководство для определения птиц, которые водятся или встречаются в Европейской России. — К., 1847. — 106 с.
- Кесслер К. Естественная история губерний Киевского учебного округа (1850—1856). окремі частини:
  - Кесслер К. Ф. Животные млекопитающія // Тр. Коммисіи… для описанія губерній Кіевскаго учебнаго округа — Кіевской, Волынской, Подольской, Полтавской, Черниговской. — Кіев, 1851. — 88 с. — (Естеств. исторія губерній Киевск. учебн. округа. Т. 1: Зоологія. Часть систематическая).
- Кесслер К. Рыбы, водящиеся и встречающиеся в Арало-Каспийско-Понтийской ихтиологической области (1877)
- Кесслер К. Ф. Отчет о путешествии по Днепру в 1844 г. // Тр. Петербургск. об-ва естествоиспытат. — 1882. — 13 (1). — С. 55—72.